# Tuberculanostoma pectinis
Tuberculanostoma pectinis är en tvåvingeart som beskrevs av Fluke 1943. Tuberculanostoma pectinis ingår i släktet Tuberculanostoma och familjen blomflugor.
Artens utbredningsområde är Ecuador. Inga underarter finns listade i Catalogue of Life.